# Прутня
Прутня — село в Торжокському районі Тверської області Росії. Відноситься до Будовського сільського поселення.

## Географія
Розташовується в 5 км на північ від міста Торжка, на лівому березі річки Тверці. Під'їзд від автодороги «Москва — Санкт-Петербург» через село Митино (від нього 1 км).
На протилежному березі Тверці — село Прутенка.

## Історія
Погост Прутня вперше згадується в 1318 році, в договірній грамоті Юрія Даниловича Московського, Михайла Ярославича Тверського і Новгорода про мир.
До 1818 року через Прутню проходив тракт Москва-Новгород-Петербург.
Наприкінці XVIII — початку XX століття погост Прутня Новоторжського повіту Тверської губернії.

## Населення
У 2010 році населення складало 16 людей.

## Люди, пов'язані з селом
Тут знаходиться родовий некрополь дворян Львових, власників сусідніх маєтків Митино і Васильово. В роду Львових був знаменитий архітектор Н. А. Львов.

## Російська православна церква
- Церква Воскресіння Христового. Храм побудований на кошти Львових, освячений в 1781 році. Близько 1940 року церква закрилася, але не була розорена і знову відкрилася в 1943 році. Закрита та знята з державної реєстрації в 1960 році. Відкрита знову в 1991 році.

## Пам'ятки
- Могила Анни Петрівни Керн (похована в 1879 році), завдяки якій з'явився вірш О. С. Пушкіна «Я помню чудное мгновенье…».
- Прутненський поріг — найбільший поріг на Тверці. У XVIII столітті був небезпечним місцем для суден, які йшли по Вишньоволоцькому водному шляху. У 1811 році був побудований гранітний однокамерний Прутненський шлюз для обходу судами порога. В даний час збереглися фрагменти цього найбільшого на Тверці шлюзу.
- Поховання воїнів, померлих під час Великої вітчизняної війни в 1941-1942 роках у госпіталях санаторію Митино.